# Rammelsberg
Rammelsberg je kopec (635 m n. m.) a zároveň důlní oblast nedaleko Goslaru v Dolním Sasku ve Spolkové republice Německo. Tato památkově chráněná lokalita se rozkládá při jižním okraji města Goslaru na ploše více než 200 km².

## Historie

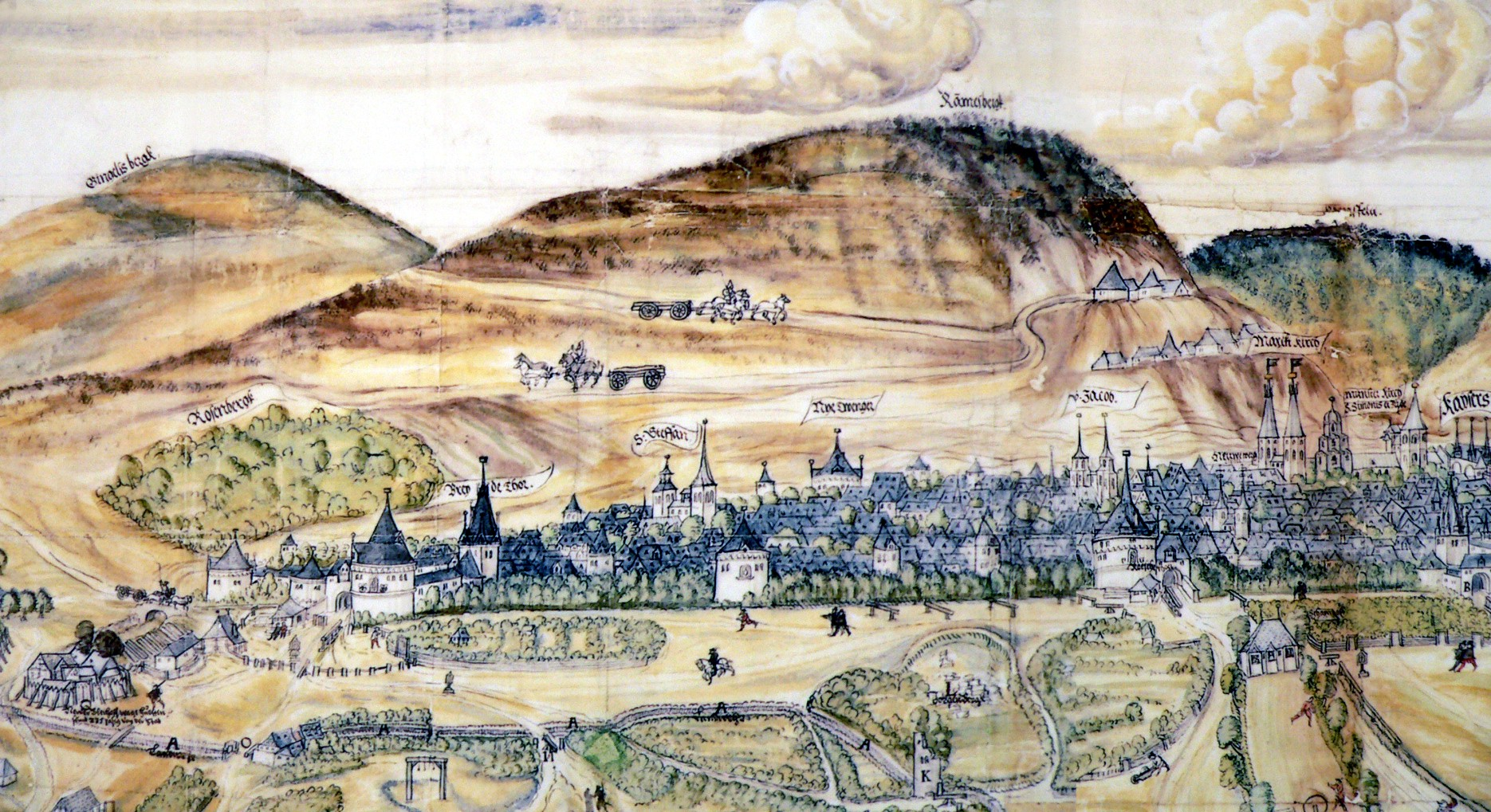
Goslar a Rammelsberg – obrázková mapa z roku 1574

Těžba rud na Rammelsbergu probíhala více než 1000 let, od roku 1988 se zde již netěží. První písemná zmínka o dolovaní v oblasti Rammelsbergu je zaznamenána v kronice Widukinda z Corvey z roku 968. Význam dolů v období středověku je doložen i rozhodnutím římského císaře Jindřicha II. vybudovat na počátku 11. století v Goslaru falc. Zpočátku se v této oblasti těžilo stříbro, později měď a nakonec olovo. Ruda, těžená v Rammelsbergu, obsahovala přibližně 14 % zinku, 6 % olova, 2 % mědi, 1 gram zlata na tunu a 140 gramů stříbra na tunu rudy.
Místo slouží od 90. let 20. století jako jedno velké muzeum – od roku 1992 je důlní oblast Rammelsberg součástí světového dědictví UNESCO. Muzeum zahrnuje více než desítku bývalých důlních objektů s expozicemi z historie místního hornictví, mineralogie i soudobého umění.